# Sciaphila thaidanica
Sciaphila thaidanica là một loài thực vật có hoa trong họ Triuridaceae. Loài này được K.Larsen miêu tả khoa học đầu tiên năm 1961.